# Det bli'r ikke bedre
Det bli'r ikke bedre (originalitel: As good as it gets) er en amerikansk film fra 1997, som fortæller historien om den tvangsneurotiske, racistiske, homofobe forfatter Melvin Udall (Jack Nicholson), som på grund af sin sygdom lever i en verden, som er skrumpet ind til omtrent at være på størrelse med hans lejlighed og de bøger han skriver. Ikke desto mindre bliver han venner med sin faste servitrice (Helen Hunt), en alenemor, og den homoseksuelle nabo (Greg Kinnear). Det er en romantisk komedie, der udspiller sig i en postmoderne, ikke perfekt verden.

## Medvirkende
- Jack Nicholson : Melvin Udall
- Helen Hunt : Carol Connelly
- Greg Kinnear : Simon Bishop – Melvins nabo
- Cuba Gooding Jr. : Frank Sachs – en kunsthandler, og Simons ven
- Shirley Knight : Beverly Connelly – Carols mor
- Skeet Ulrich : Vincent Lopiano
- Yeardley Smith : Jackie Simpson
- Lupe Ontiveros : Nora Manning
- Hunden Jill: Verdell (trænet af Mathilde DeCagny)
- Danielle Spencer: dyrlæge